# Ménédème (général)
Pour les articles homonymes, voir Ménédème.
Ménédème, en grec ancien Μενέδημος / Menédêmos, est un officier dans l'armée macédonienne durant les campagnes d'Alexandre le Grand. Il est tué en 329 av. J.-C. pendant la bataille du Polytimète.
Il n'est mentionné par les sources qu'à propos de la campagne menée contre Spitaménès durant laquelle il aurait commandé 1 500 fantassins mercenaires d'après la description faite par Arrien ,. Quinte-Curce affirme, probablement à tort, qu'il commande 3 000 fantassins et 800 cavaliers. Ménédème trouve la mort face aux cavaliers scythes. Alexandre l'honore par des funérailles à son retour du Syr-Daria.

## Sources antiques
- Arrien, Anabase [lire en ligne], III, IV.
- Quinte-Curce, L'Histoire d'Alexandre le Grand [lire en ligne], VII.